# Amiota dentata
Amiota dentata är en tvåvingeart som beskrevs av Toyohi Okada 1971. Amiota dentata ingår i släktet Amiota och familjen daggflugor. Inga underarter finns listade i Catalogue of Life.